# Universidade de Catânia
A Universidade dos Estudos de  Catânia (em italiano:  Università degli Studi di Catania, em latim: Siciliae Studium Generale, Siculorum Gymnasium, Studij Publici ou Almo Studio) é uma universidade estatal italiana fundada em 1434. É considerada a instituição de ensino superior mais antiga da Sicília e uma das maiores da Itália por número de alunos.

## História
A universidade foi fundada pelo rei Afonso V de Aragão a 19 de outubro de 1434. Uma carta foi concedida depois que os dois conselheiros reais Adamo Asmundo e Battista Platamone convenceram o rei a aceitar a fundação de uma Studium Generale na Catânia, cujo reconhecimento papal aconteceu apenas a 18 de abril de 1444 pelo papa Eugénio IV. Afonso V com este gesto queria compensar a cidade, na qual a Corte Real havia se estabelecido, após a transferência da capital siciliana de Catânia para Palermo. A atividade do ateneu iniciou-se em 1445, com seis professores e dez alunos. As primeiras quatro faculdades eram de medicina, filosofia, direito canónico e civil e teologia. Inicialmente, as aulas eram ministradas num edifício em Piazza del Duomo, próximo à Catedral de Catânia, e a sede foi transferida para o Palácio da Universidade no final da década de 1690. Este edifício continua a ser a sede do reitor da universidade até aos dias atuais. O primeiro grau académico foi concedido a Antonio Mantello, de Siracusa, em 1449. Durante o século XVI, cerca de vinte a vinte cinco graus foram concedidos anualmente. A universidade que desde o século XVI era designada por Siculorum Gymnasium foi renomeada para Studium Generale porque era a única entidade que podia liberar graus iguais aos divulgados no antigo Studia de Salamanca, Valhadolide e Bolonha. Em 1934, a universidade comemorou o seu quingentésimo aniversário com o rei Vítor Emanuel III da Itália, e em 1984 comemorou o quingentésimo quinquagésimo ano da sua fundação.
Nos primeiros séculos da sua existência, a universidade era gerida pela comuna de Catânia, com a supervisão do bispo de Catânia e a proteção do poder real. Mas através de uma reforma operada pelo vice-rei em 1679, a autoridade do bispo (que era referido como o grande cancelário) prevaleceu: ele tinha o controlo sobre os professores, primeiranistas e o currículo académico dos alunos. Isto levou a vários conflitos entre as autoridades civis e religiosas. A partir de 1818, o cargo de grande cancelário foi atribuído ao presidente da Grande Corte Civil, em vez do bispo.